# Лобковская, Софья Михайловна
Софья Михайловна Лобковская (1851—1887) — русская писательница.

## Биография
Софья Лобковская родилась в 1851 году.  Свои детские рассказы она помещала в «Игрушечке» и «Задушевном слове», а статьи серьезного содержания — в «Русском богатстве» и «Всемирной иллюстрации».
Софья Михайловна Лобковская умерла в марте 1887 года в городе Санкт-Петербурге; под влиянием крайней нужды и ряда разочарований покончила самоубийством.